# Като-Камбрезийский мир
Като-Камбрезийский мир — два договора, подписанных в 1559 году во французском городе Като-Камбрези, положившие конец Итальянским войнам. Хотя император Фердинанд I и не являлся подписантом, однако оба договора были одобрены им, поскольку многие территориальные обмены касались государств в составе Священной Римской империи.
Генрих II отказался от притязаний на итальянские государства, находившиеся под властью Филиппа II Испанского (южные королевства Неаполь, Сицилия и Сардиния, а также герцогство Миланское на севере), восстановил независимость Савойи, вернул Корсику Генуе и официально признал королевой Англии протестантку Елизавету I, а не её двоюродную сестру Марию Стюарт. Взамен Франция укрепила свои южные, восточные и северные границы, подтвердив оккупацию Трёх Епископств и отвоевание Кале у Англии.

## Предыстория
Итальянские войны между домом Валуа и домом Габсбургов начались в 1494 г. и продолжались более 60 лет. Большую часть этого периода Испанией и Священной Римской империей правил император Карл V, пока не отрёкся от престола в январе 1556 г. и не разделил свои владения. Земли Габсбургской монархии, часто называемые «Австрией», отошли его брату Фердинанду, который также был избран императором Священной Римской империи. Его сын Филипп II Испанский, женившийся на Марии I в июле 1554 г., уже самостоятельно правил Испанскими Нидерландами и Миланом. К этим владениям добавились Испанская империя, Неаполь, Сицилия и Сардиния.
Это разделение было обусловлено административной сложностью управления двумя империями как единым целым, но также отражало и стратегические различия. Хотя Испания была мировой морской сверхдержавой, австрийские Габсбурги решили обеспечить преобладающее положение в Германии и управиться с угрозой, исходящей от Османской империи. Вторым пунктом расхождения стало то, как необходимо реагировать на Реформацию и на рост протестантизма. В Германии конфликт между лютеранскими и католическими князьями привёл ко Второй Шмалькальденской войне 1552 г., которая была урегулирована Аугсбургским религиозным миром 1556 г.
В отличие от Фердинанда, выступавшего за компромисс со своими протестантскими подданными, Карл и Филипп ответили на рост кальвинизма в Испанских Нидерландах репрессиями – политикой, которая в конечном итоге и привела к Нидерландской войне за независимость в 1568 г. Хотя две ветви Габсбургов сотрудничали, когда их цели совпадали, но Фердинанд был больше сосредоточен на восстановлении порядка в Империи и на борьбе с османами. Филипп продолжал воевать, но осознавал, что мир с Францией позволит ему разобраться с мятежными голландцами. Победы при Сен-Кантене в 1557 г. и Гравелине в августе 1558 г. позволили ему вести переговоры с позиции силы.
Несмотря на эти успехи, Филипп испытывал трудности с финансированием войны, и в декабре 1558 г. сообщил своему командующему во Фландрии, Эммануилу Филиберту, что больше не может платить своим войскам. Аналогичные проблемы означали, что Генрих II Французский также был готов достичь соглашения, особенно после того, как Франция оккупировала Три Епископства в 1552 году и отвоевала Кале в январе 1558 г. Кроме того, внутренние разногласия, вызванные ростом протестантизма во Франции, обострили раскол внутри дворянства и привели к началу Французских религиозных войн в 1562 г.
Наконец, Англия также стремилась положить конец войне, в которую она вступила в союзе с Испанией и что представлялось катастрофическим решением. Взятие Кале после более чем 200 лет сильно подорвало английский престиж и лишило их плацдарма, который позволял английским войскам с относительной лёгкостью пересекать Ла-Манш и вмешиваться в дела континентальной Европы.

## Первый договор
Первый договор, датированный 12 марта и 2 апреля 1559 года, был заключен между королём Франции Генрихом II и английской королевой Елизаветой I. Согласно договору, за Францией, после уплаты 500 000 экю в течение 8 лет, оставалась захваченная в январе 1558 года приморская крепость Кале. Фактически эта сумма не была выплачена, а Кале навсегда остался за Францией.

## Второй договор

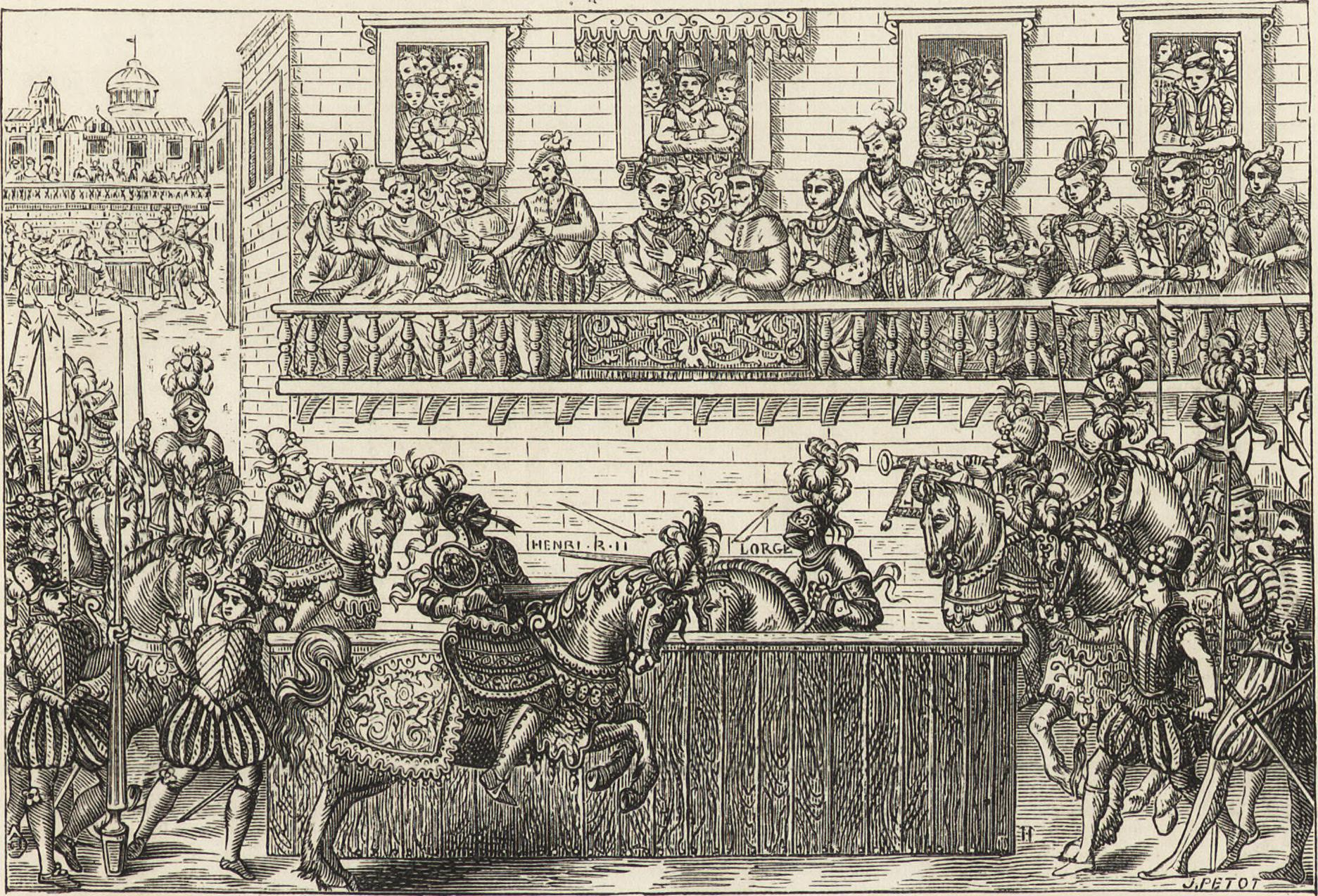
Турнир, на котором Генрих II был смертельно ранен. Гравюра Жана Периссена, 1570 г.

Второй договор, заключенный 3 апреля 1559 года примерно в 20 километрах юго-восточнее Камбре, положил конец военным действиям между Францией и Испанией, боровшимися за доминирующую роль в Европе. Согласно договору, Франция отдала Испании Тионвилль, части Люксембурга, Мариенбург, Ивуа, Дамвилье, Монмеди, а также области в Артуа и Шароле. Франция вернула во владение герцогу Савойскому Савойю и Пьемонт, а Генуэзской республике Корсику, но оставила за собой в Италии маркграфство Салуццо и лотарингские епископства Мец, Туль и Верден (часть савойских земель осталась под швейцарской оккупацией; эта ситуация была урегулирована в 1564 году Лозаннским договором).
Испания, в лице короля Филиппа II получила Франш-Конте и установила полное влияние в Италии (Миланское герцогство, Неаполь, Сицилия, Сардиния, Область Президий вошли в состав владений испанского короля, а Тоскана, Генуя и небольшие государства на севере Италии оказались в зависимости от Мадрида). Единственными независимыми образованиями в Италии остались Савойское герцогство и Венецианская республика. Испанский контроль над Италией продолжался до начала XVIII столетия. Герцог Савойи Эммануил Филиберт женился на Маргарите Французской, сестре короля Франции Генриха II, а Филипп II на дочери Генриха Елизавете Валуа. Король Франции Генрих II умер вскоре после подписания договора, во время рыцарского турнира, когда обломок копья Габриэля Монтгомери, капитана шотландской гвардии, пронзил ему глаз и проник в головной мозг.

## Значение
Мир установил гегемонию Габсбургов в Европе, оставив Францию на сорок лет на вторых ролях.